# بورتلئورن
بورتلئورن (به لاتین: Bortelhorn) یک کوه در سوئیس است که در کانتون وله واقع شده‌است. بورتلئورن ۳٬۱۹۴ متر بالاتر از سطح دریا واقع شده‌است.